# ホンダ・S-MX
S-MX（エス-エムエックス）は、本田技研工業がかつて生産、販売していたトールワゴン型の小型乗用車である。

## 概要
初代オデッセイ以降の「ミニバン」および「RV」に名付けられた「クリエイティブ・ムーバー」の1車種で、初代ステップワゴンの全長を切り詰め、ファミリーユースのイメージを払拭させている。取扱販売店はクリオ店。初期の広告で「ステップ・バーン」という愛称も付けられていたが、これはかつてサブカルチャーの一端を担った、同社の「ステップバン」へのオマージュとも取れる。
若者をターゲットとしたスタイリングで、大胆な造形のフロントバンパー周りや、リアスタイルが特徴である。メーカー純正用品としてホンダアクセスや、無限などからエアロパーツが豊富に用意されていたことも特筆される。さらに、量産車でありながら、車高を15mm下げたローダウン仕様がラインナップされ、排気音も低周波を効かせたチューニングとするなど、アフターマーケットでのカスタム手法を採り入れた。販売はそれを中心に展開されたが、サスペンション スプリングの有効長が短いLOWDOWNでは、リアサスペンションからの突き上げ感が強い。
プラットフォームをはじめ、メカニズム的にはステップワゴンにほぼ準ずる。リアオーバーハングが短くなったことで、スペアタイヤが助手席床下に移動されたため、サイドスカートは、その部分のみ分割となっている。この「引き出し」式のスペアタイヤキャリアは、収納場所こそ異なるが、同社の初代「Z」にも見られる。リアドアは、ステップワゴンのスライド式とは異なりヒンジ式で、右1枚、左2枚のいわゆる1-2ドアである。アウタードアハンドルは初代「シティ」の物が流用されている。
エンジンはB20Bを搭載し、4速コラムATのみが設定された。インストルメント・パネルはメーター内およびグローブボックスに埋め込まれた本車両のロゴを除いてステップワゴンと同型のものを使用しているが、パーキングブレーキは足踏み式を採用したステップワゴンと異なりレバー式を採用し、運転席の右横に設置されている。
乗車定員は4もしくは5人で、4人乗り仕様は前後ともにベンチシートであった。ステップワゴンと同様にシートは座面背面共にかなり平らで、2列を使い「フルフラット」にすることも可能である。2列目を前倒しにした「スペースアップモード」では、荷室長は1,220mmまで拡大する。全長4メートル未満のコンパクトサイズのためフェリー料金も安く、広い室内空間やフルフラットシートが車中泊に最適であるためキャンピング志向のアウトドア派から一定の評価がある。
趣味性を多分に含んでいたため、実用車のステップワゴンほどの人気は獲得できなかったが、その個性は注目を集め、独自の存在感を示していた。

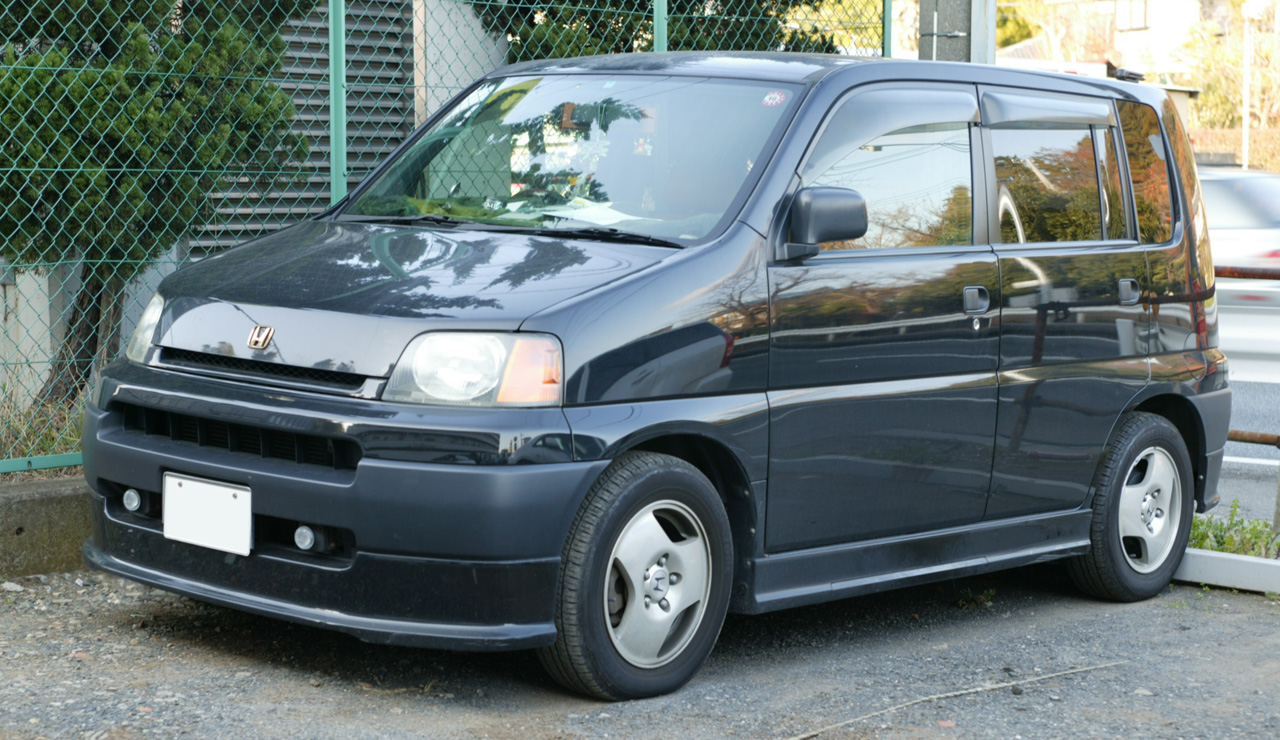
前期型・ローダウン
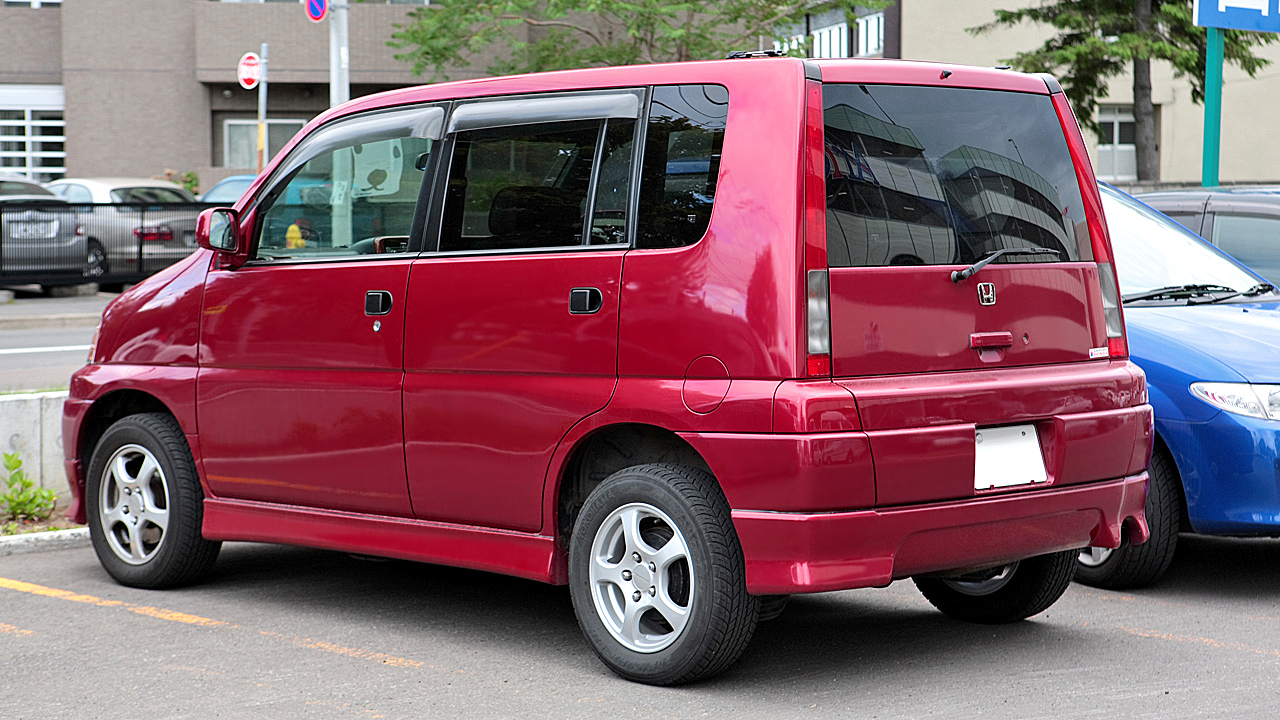
リア

## 搭載エンジン
B20B型
- エンジン種類：水冷直列4気筒横置き
- 弁機構：DOHCベルト駆動 吸気2 排気2
- 排気量：1,972cc
- 内径×行程：84.0mm×89.0mm
- 圧縮比：8.8 → 9.6
- 最高出力：130PS/5,500rpm → 140PS/5,500rpm
- 最大トルク：18.7kgf·m/4,200rpm → 19.0kgf·m/4,200rpm
- 燃料供給装置形式：電子制御燃料噴射式（PGM-FI）
- 使用燃料種類：無鉛レギュラーガソリン
- 燃料タンク容量(FF)：65L
- 燃料タンク容量(4WD)：60L

## 初代 RH1/2型（1996年-2002年）
- 1995年 - 東京モーターショーに参考出品された。
- 1996年11月18日 - 正式発表された（100型、販売は11月22日）。キャッチフレーズは「恋愛仕様。」
- 1997年9月19日 - マイナーチェンジが行われた(110型)。全車にABSが標準装備されたほか、外装の無塗装部分をボディ同色のフルホワイトとし、装備の充実を図った、ローダウン「ホワイトストリーム」が追加された。
- 1998年
  - 5月14日 - マイナーチェンジが行われた。ホワイトストリーム以外のローダウン仕様も各部をボディと同色化した。標準仕様FF、4WDのシート生地を変更し、ボディカラーを追加した。
  - 9月17日 - ホワイトストリームのみだったホワイト塗装を標準仕様のFF、4WDに採用した特別仕様車「ホワイトパッケージ」が発売された。
  - 12月18日 - ボディ各部を同色化し、オーディオ、専用アルミ等を装備した特別仕様車「プレミアム」が発売された。
- 1999年
  - 5月14日 - ローダウン特別仕様車「NAVIパッケージ」が1,000台限定発売された。
  - 9月2日 - 平成10年規制(GF)に適合するマイナーチェンジが行われた(130型)。キャッチフレーズは「VANNING STAR」。標準仕様のFF、4WDがフロントセパレートシート[4]の5人乗りとなり、ベンチシート仕様の4人乗りはローダウンのみとなる。エンジン出力が140PSに向上され、ヘッドランプが涙目形のマルチリフレクタータイプに刷新された事に伴い、バンパー等も変更された。
- 2000年
  - 6月5日 - ローダウン特別仕様車「メタル」が発売された。
  - 12月22日 - マイナーチェンジが行われた(140型)。標準仕様にフロントベンチシートの「カスタムベーシック」が追加された。
- 2001年 4月 - 姉妹車のステップワゴンが2代目にフルモデルチェンジされたが、本車両は継続生産・販売される。
- 2002年
  - 3月[5] - 生産終了。以後、在庫対応分のみの販売となる。
  - 8月[6] - 在庫対応分が全て完売し販売終了。後継車は用意されず、そのまま既存の2代目ステップワゴンに統合となった[7]。

## 車名の由来
Street Mover Xの略で、Xは未知数のX、「不思議な魅力をもつクルマ」という意味あいを表現。
ステップ・バーンとは、青春を燃やす情熱のバーン(Burn)という意味がこめられたS-MXの愛称。